# 海尼扎提·托呼提
海尼扎提·托呼提（1984年7月24日—），男，维吾尔族，新疆乌鲁木齐人，中华人民共和国政治人物。现任新疆石榴精神文化传媒有限公司总经理。第十四届全国政协委员。